# Toison
Die Toison ist ein rechter Nebenfluss des Ain im Südosten von Frankreich.

## Geografie

### Verlauf
Die Toison ist ein kleiner Fluss, der im Département Ain der Region Auvergne-Rhône-Alpes nordöstlich der Stadt Lyon verläuft. Die Toison entspringt im Gemeindegebiet von Chalamont, verläuft generell Richtung Südsüdost, durchquert den Südosten der Landschaft Dombes, die reich mit Fischteichen ausgestattet ist, und mündet nach rund 15 Kilometern im Gemeindegebiet von Villieu-Loyes-Mollon in den Ain.

### Orte am Fluss
(Reihenfolge in Fließrichtung)
- Bras de Fer, Gemeinde Chalamont
- Chalamont
- Le Montbuisson, Gemeinde Crans
- Rignieux-le-Franc
- Villieu-Loyes-Mollon